# Kerk van Woltzeten
De Kerk van Woltzeten (Woltzetener Kirche) is de hervormde kerk van het Oost-Friese dorp Woltzeten in de Krummhörn (Nedersaksen). De kerk stamt uit het jaar 1727.

## Geschiedenis
In de middeleeuwen behoorde Woltzeten tot de proosdij Groothusen in het bisdom Münster. Het huidige kerkgebouw betreft een eenvoudige zaalkerk uit 1727. Daarvoor stond er een grotere kerk, die in 1725 wegens bouwvalligheid moest worden afgebroken. Deze voorgangerkerk stamde vermoedelijk uit de 12e eeuw.

## Beschrijving
Het eenvoudige kerkje in het kleinste dorp van de Krümmhorn werd in barokke stijl gebouwd. Alleen de voorgevel kent een stuclaag, de overige muren bleven onbewerkt. De lengtemuren kennen elk vier grote rondboogramen. De toegang tot de kerk bevindt zich op het westen en kent een classicistische vormgeving. Daarboven bevindt zich een uurwerk.
De vrijstaande klokkentoren ten zuiden van het kerkschip is beduidend ouder dan de kerk zelf. De klok werd in 1813 door Andries Heero van Bergen en Claudius Fremy gegoten uit het gietsel van een oudere klok uit 1593. In de Tweede Wereldoorlog werd de kleine klok gevorderd en omgesmolten.

## Inrichting
Het interieur stamt goeddeels uit het jaar 1833, toen een grote renovatie werd uitgevoerd. Uit de oude kerk stamt een deel van het doopvont van Bentheimer zandsteen. Het bekken wordt op circa 1200 gedateerd en is versierd met drie friezen.
Het kleine orgelpositief werd in 1956 door Alfred Führer uit Wilhelmshaven gebouwd. Het instrument kent vijf registers op één manuaal en pedaal. De subbas 16′ in het pedaal werd uit een ouder instrument van de orgelbouwer P. Furtwängler & Hammer overgenomen, die in het jaar 1907 het eerste orgel van de kerk bouwde.
Uit de tijd van voor de reformatie stamt een avondmaalskelk.